# László Lakner
László Lakner [ˈlaːszloː ˈlɒknɛr] (* 15. April 1936 in Budapest) ist ein ungarisch-deutscher Maler, Bildhauer und Konzeptkünstler. Er lebt und arbeitet in Berlin.

Unterschrift László Lakner

## Leben

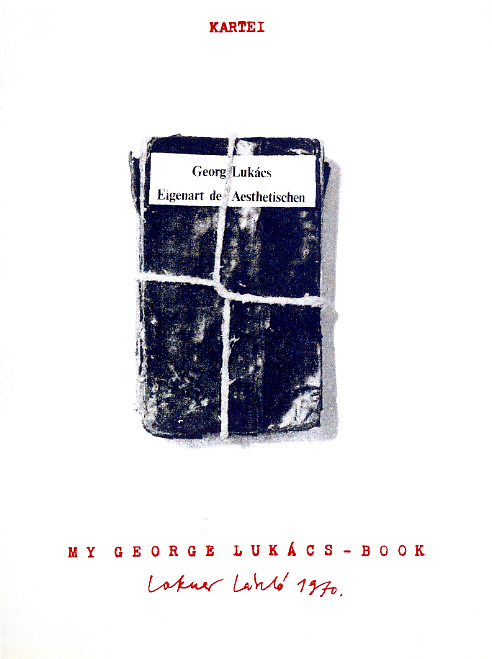
László Lakner, "Mein Georg-Lukács-Buch", 1970, Foto/Siebdruck, 70 × 50 cm

László Lakner wurde 1936 als Kind des gleichnamigen Architekten und seiner Frau Sara, geb. Sárközy, in Budapest geboren. Lakner ist der Vater des 1966 geborenen ungarischen Künstlers Antal Lakner. Er lebt und arbeitet nach einer langen Phase in Essen und Berlin nun ausschließlich in Charlottenburg.
Lakner wurde u. a. dreimal zur Teilnahme an der Biennale Venedig (1972, 1976, 1990) und einmal zur Documenta in Kassel (1977) eingeladen.

### Künstlerischer Werdegang
László Lakner besuchte ab 1950 das Kunstgymnasium in seiner Geburtsstadt Budapest. Anschließend studierte er von 1954 bis zu seinem Diplomabschluss 1960 an der Ungarischen Akademie für Bildende Künste in Budapest Malerei bei Aurél Bernáth. Seit 1959 entstanden erste Bilder nach gefundenen Fotovorlagen. 1963 ward Lakner seine erste Reise ins westliche Ausland genehmigt. Er besuchte die Bundesrepublik Deutschland und konnte 1964 zur Biennale nach Venedig reisen. 1968 fuhr er mit einem Stipendium des Museum Folkwang in Essen wiederum in die Bundesrepublik Deutschland und in die Schweiz. 1972 arbeitete Lakner zwei Monate im Gästehaus des Museums Folkwang, in dem einige Jahre später auch Martin Kippenberger ein Atelier unterhielt. 1974 ward er vom Berliner Künstlerprogramm des DAAD mit einem DAAD-Stipendium nach Berlin eingeladen und entschloss sich zur Emigration. 1976 erhielt er den Bremer „Kunstpreis der Böttcherstraße“ und ward 1977 mit mehreren Arbeiten aus den Bereichen Malerei, Zeichnung und Buchobjekt zur documenta VI nach Kassel eingeladen. Im gleichen Jahr erhielt er den Deutschen Kritikerpreis und arbeitete 1981/82 mit einem Stipendium des Senats von Berlin am P.S.1 in New York, zeitgleich mit dem Essener Bildhauer Carl Emanuel Wolff. 1998 erhielt er mit dem Kossuth-Preis den höchsten ungarischen Staatspreis für sein künstlerisches Gesamtwerk. 2000 ward sein Selbstporträt in die Sammlung der Galleria degli Uffizi in Florenz aufgenommen.

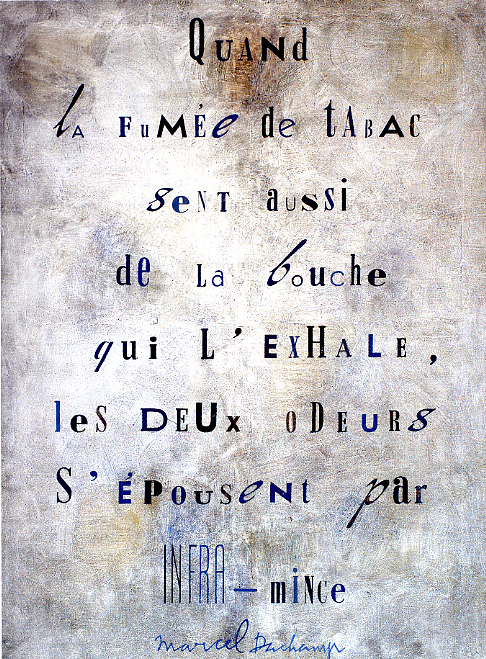
László Lakner, "Marcel Duchamp", 1975/76, Öl auf Leinwand, 190 × 140 cm, Staatliche Museen zu Berlin, Nationalgalerie

### Lehrtätigkeit
1979 ward László Lakner auf Initiative des Direktors des Museum Folkwangs, Paul Vogt Lehrbeauftragter für Malerei an der Gesamthochschule Essen und 1979 bis 1980 in der Abteilung für Kunstgeschichte an der FU Berlin. Im Jahr 1982 ward er schließlich an die Universität Essen (jetzt Universität Duisburg-Essen) berufen, wo er bis zur Emeritierung 2001 die Professur für experimentelle Gestaltung innehatte. In dieser Zeit arbeitete er sowohl in Berlin als auch in seinem Atelier in Essen, das er erst nach 2002 aufgab und endgültig nach Berlin-Charlottenburg zog. Seine Professur für experimentelle Gestaltung, heute mit Jörg Eberhard besetzt stellte eine Besonderheit dar, da sie damals fachbereichsübergreifend Studenten der Universität-Gesamthochschule und der jetzigen Folkwang Universität der Künste betreute. Schüler aus dieser Zeit waren unter anderem der Kabarettist und Fotograf Dieter Nuhr, die Maler Dirk Hupe, Jürgen Paas, Eberhard Ross, der Fotograf und Bühnenbildner Johannes Gramm, die Kunst- und Medienwissenschaftlerin Anne von der Heiden sowie Günter Sponheuer oder Frank Piasta.

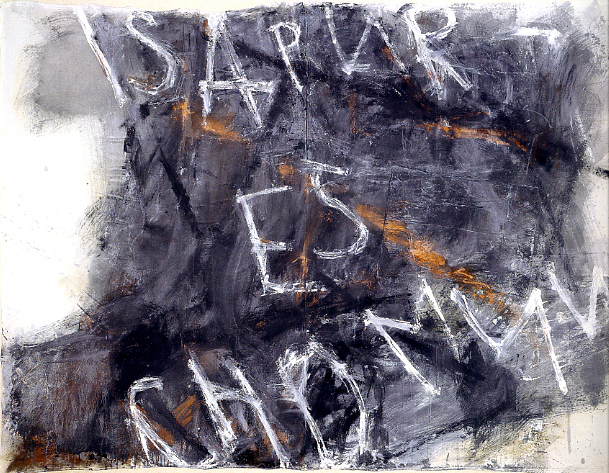
László Lakner, "Isa pur", 1982, Mischtechnik auf Bettlaken, 260 × 220 cm

## Werkentwicklung
Seit seinen Anfängen in den 1950er Jahren bewegt sich Lakners Werk zwischen Malerei, Fotografie, Konzepten und Textarbeiten sowie Objekten und auch Skulpturen. In seiner Malerei umfasst es ebenso realistische wie gegenstandsfreie Bildlösungen. Dabei nimmt Lakners Arbeit immer wieder Bezug auf die eigene Biographie.
Durchgehende Themen und Motivstränge betreffen seine Beschäftigung mit Sprache, Schrift und Literatur (vgl. Celan-Bilder). Dies geht auch mit der objekthaften Integration von Büchern bzw. deren malerischer Überarbeitung oder auch in der malerischen Vergegenwärtigung von Handschriften einher (vgl. Buchaxt). Ein weiterer Themenkomplex betrifft die Darstellung von Schädeln und Köpfen (vgl. Bandagierte Köpfe) als Metaphern oder Todessymbolik. Das grundlegende Verfahren, welches Lakner im Laufe der Jahre vom Realismus in die freie expressive Aneignung überführt hat, ist das zitierende Aufgreifen von Inhalten und Formen, wie der Gestus des Schreibens sich für Lakner als unmittelbarer Ausdruck der Selbstbehauptung erweist.

### 1950 bis 70er Jahre

#### Malerei
Lakner nahm 1968 und 1969 in Budapest an den IPARTERV-Ausstellungen teil, welche die in Ungarn führende kritische Avantgarde vereinten. Dabei trat er früh mit Arbeiten in Erscheinung, die subtil zeitgeschichtliche und kulturelle Bezüge aufgreifen. Parallel zu gegenstandsfreien Bildern, die experimentell zu verstehen sind, malte er schon Ende der 1950er Jahre realistische Bilder nach gefundenen Fotodokumenten. Damit belegte er seine malerische Virtuosität, rief Momente der Kunstgeschichte wach und bezog zugleich mit politischen Anspielungen eine kritische Position zu den bestehenden Verhältnissen (vgl. Näherinnen hören eine Rede Hitlers). Die Auseinandersetzung mit der gesellschaftlichen Realität in Osteuropa und der Angemessenheit der künstlerischen Medien führte zu weiteren Beiträgen im Bereich des Realismus. So entstanden zeitweilig auch Bilder, die sich der Pop-Art zurechnen lassen (vgl. Rose, 1968; Mund-Tondo, 1968, Ungarische Nationalgalerie, Budapest) sowie Assemblagen (vgl. Flüchtender, 1966, Ungarische Nationalgalerie; Letter to Barbara, 1964). Auch realisierte er in diesen Jahren Doppelbilder, die dasselbe Motiv in zwei verschiedenen Beleuchtungs- und Farbsituationen nebeneinander stellen (vgl. Danae, 1967, Ludwig-Múzeum, Budapest). Lakner untersuchte hier die Grenzen der Wahrheit von Fotografie und realistischer Darstellung. Dies stellt ein bleibendes Thema dar, das er auch in seinem in Deutschland entstandenen Werk erneut aufgreift.

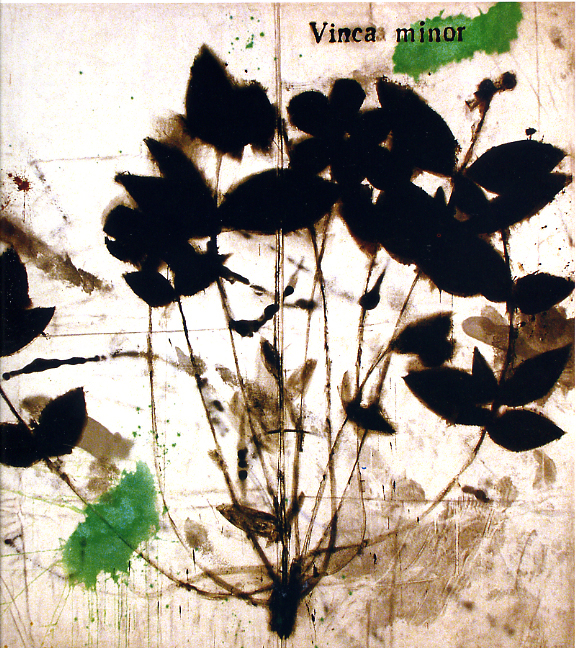
László Lakner, "Vinca minor", 1984, Öl auf Leinwand, 195 × 180 cm, Sammlung Prof. Monika Grütters, Berlin

#### Konzeptkunst
In seiner Konzeptkunst wendet Lakner verschiedene Verfahren der bildnerischen Umsetzung von Literatur wie auch von Sprache an. Ein Hauptwerk ist 1970 das Verschnüren eines für ihn signierten Bandes von Georg Lukács’ Ästhetik. Lakner platziert anschließend das verschnürte Buch an seiner Atelierwand, fotografiert und überträgt es abschließend in Siebdruck. Diese Arbeit wurde 1972 zur Biennale Venedig im internationalen Pavillon ausgestellt. Lakner setzt dieses Verfahren mit weiteren verschnürten Büchern sowie mit fotorealistischen Malereien derartiger Situationen fort. Hierzu zählt auch das Selbstbildnis, das ihn aufrecht stehend, zum Betrachter blickend und nackt mit Sonnenbrille zeigt. Es gilt als herausragendes politisches Statement zur Situation des Künstlers im repressiven Regime (vgl. Selbstporträt mit Selbstauslöser, 1970, Uffizien, Florenz). Weiterhin führt er in dieser Zeit seine Malerei nach Fotodokumenten überwiegend in einer braun-grauen Malerei fort (vgl. Denkmal der Revolution, 1971, Museum Folkwang, Essen oder Silence, Hommage à Joseph Beuys, 1972 Ludwig-Múzeum, Budapest). Er wendet sich nun verstärkt historischen Schriftzeugnissen, wie Briefen, Depeschen oder Testamenten aus unterschiedlichen Jahrhunderten zu. Das sorgsame malerische Nachschreiben dieser fremden Handschriften vor einem tiefenräumlichen Bildgrund stellt die bereits genannte zitierende Aneignung dar (vgl. Cézannes letzter Brief, 1975, Museum Boymans-van Beuningen, Rotterdam).

### 1980er Jahre bis zur Gegenwart
Damit erweitert der Künstler, der 1974 in die Bundesrepublik Deutschland übergesiedelt ist, die Möglichkeiten und Verfahren im Umgang mit der realistischen Malerei und deren inhaltlichem, konnotativem Potential. Eine wichtige Rolle spielt der Aufenthalt als Gast am P.S.1 in New York 1981/82. Hier erlebt Lakner die Erkrankung und den Tod eines guten Freundes und wird auf die Graffiti an Hauswänden und in U-Bahn-Schächten aufmerksam. In der Folge entstehen Malereien auf großformatigen Tüchern, bei denen mit Sprayfarbe einzelne Worte wie Losungen auf dem Laken notiert sind. Diese einzelnen schwarzen Buchstaben treten fragil über dem fleckenhaften Farbgrund auf (vgl. Isa Pur, Museum Ludwig, Köln). Mit dieser bildnerischen Metapher des atmosphärisch Dichten, setzt der Künstler über den expressiv tachistischen Farbgrund eigene grafisch klare Botschaften. Die abstrakte Zeichnung, die teils als rudimentäre Schrift zu lesen ist, wird ab der zweiten Hälfte der 1980er Jahre in pastose Farbschichten eingeritzt. Es entstehen nun Bilder mit zeichnerischen Verknäuelungen und Linien über dem Farbgrund (vgl. Werkgruppe der Splitterbilder auf einer kastenartig tiefen Leinwand, ab 1994). Daneben realisiert er auch gegenständliche freiplastische Arbeiten in Bronze, die neben der menschlichen Figur auch Bücher integrieren (vgl. Babel, 1985). Ab Mitte der 1990er Jahre richtet sich sein Interesse wieder auf die Fotografie. Lakner versteht, diese konzeptionell zu nutzen. Z.B. umkreist er in Paris mit seiner Kamera den fiktiven Ort, an dem der Dichter Paul Celan Selbstmord beging. Später verarbeitet er die Aufnahmen in großformatigen Foto-Sequenzen (vgl. Ausstellung 1999 Galerie Nothelfer, Berlin). Weiterhin entstehen aber auch gegenständliche Bilder, in der Auseinandersetzung mit den Klassikern der Malerei und der Bannung einer literarischen Vision (vgl. Berenice nach Edgar Allan Poe, 2004–2010). Bei allen Erfindungen und variierenden Kombinationen der verschiedenen künstlerischen Mitteln bleibt er seinen Themen und Motiven seit 50 Jahren treu.

## Arbeiten in öffentlichen Sammlungen
Deutschland:
- Museum Ludwig, Aachen
- Nationalgalerie, Berlin
- Berlinische Galerie, Berlin
- Paula Modersohn-Becker Stiftung, Bremen
- Museum Folkwang, Essen
- Sammlung der Universität Freiburg im Breisgau
- Museum Ludwig, Köln
- Von der Heydt-Museum, Wuppertal
- Neues Museum Weserburg, Bremen, ab 2010 Kunsthalle, Bremen

Niederlande:
- Museum Boijmans Van Beuningen, Rotterdam

Polen:
- Museum der modernen Kunst, Łódź

Ungarn:
- Ungarische Nationalgalerie, Budapest
- Museum der Schönen Künste, Budapest
- Ludwig-Museum, Budapest
- Petöfi-Literatur-Museum, Budapest
- Kiscelli-Museum, Budapest
- Xántus János Museum, Győr
- Városi Müvészeti Museum, Győr
- Hatvany Lajos Museum, Hatvan
- Janus Pannonius Museum, Pécs
- Vasarely Museum, Pécs
- Szent István Király Museum, Székesfehérvár
- Szombathelyi Képtar, Szombathely

Großbritannien:
- Victoria and Albert Museum, London

Italien:
- Galleria degli Uffizi (Uffizien), Florenz

Japan:
- Hara Museum of Contemporary Art, Tokio

## Ausstellungen
Einzelausstellungen (Auswahl):
- 1969 KKI Galerie, Budapest
- 1974 Neue Galerie – Sammlung Ludwig, Aachen
- 1975 Overbeck-Gesellschaft, Lübeck
- 1975 Neuer Berliner Kunstverein und DAAD, Berlin
- 1975 Galerie Folker Skulima, Berlin
- 1976 Galerie Denise René-Hans Mayer, Düsseldorf
- 1979 Westfälischer Kunstverein, Münster
- 1983 Galerie Bertha Urdang, New York
- 1987 Forum Kunst, Rottweil
- 1998 Stadsschouwburg Heerlen, Niederlande
- 2004 Zachęta Narodowa Galeria Sztuki (Nationalgalerie), Warschau
- 2004 Galeria Sztuki (Kunsthalle), Posen, Polen
- 2004 Ludwig-Museum, Budapest
- 2006 Augsburger Kunstverein
- 2006 Galerie Georg Nothelfer, Berlin
- 2007 Petöfi Irodalmi Museum, Budapest
- 2011 Museum der Schönen Künste, Budapest

Ausstellungsbeteiligungen:
- 1967 XV. Premio Lissone, Milano
- 1972 Biennale Venedig, Internationale Sektion: Pavillon der Grafik
- 1976 Biennale Venedig, Internationale Sektion: Aktuelle Kunst
- 1976/1977 Bild – Raum – Klang, Wissenschaftszentrum Bonn, Hochschule der Künste Berlin, Institut für Auslandsbeziehungen Stuttgart
- 1977 documenta 6, Kassel
- 1979 Testuale, Milano
- 1981 P.S.1, New York City
- 1982 L'Humour, Centre Pompidou, Paris
- 1983 Neue Nationalgalerie Berlin, Haus der Kunst München, Städtische Kunsthalle Düsseldorf: Neue Malerei in Deutschland
- 1983 Quadre del viatge, Fundació Joan Miró, Barcelona
- 1986 Kunstforum Grundkreditbank Berlin: Images of Shakespeare
- 1988 Georg-Kolbe-Museum, Berlin: Skulptur in Berlin 1968–1988
- 1992 Biennale Venedig: Ambiente Berlin
- 1993 Kunsthalle Wien, Frankfurter Kunstverein: Die Sprache der Kunst
- 1994 Kunst- und Ausstellungshalle der Bundesrepublik Deutschland, Bonn: Europa – Europa
- 1995 Kunstverein Augsburg: Bildhauer in Deutschland
- 1999 Museum Moderner Kunst, Wien: 50 Jahre Kunst aus Mitteleuropa
- 2007 Scuderie del Quirinale, Rom: Pop Art 1956–1968